# Rugney
Rugney is een gemeente in het Franse departement Vosges (regio Grand Est) en telt 118 inwoners (2009). De plaats maakt deel uit van het arrondissement Épinal.

## Geografie
De oppervlakte van Rugney bedraagt 5,7 km², de bevolkingsdichtheid is dus 20,7 inwoners per km².
De onderstaande kaart toont de ligging van Rugney met de belangrijkste infrastructuur en aangrenzende gemeenten.

## Demografie
Onderstaande figuur toont het verloop van het inwonertal (bron: INSEE-tellingen).